# Гюлистан (здание)
Дворец «Гюлистан» (азерб. Gülüstan sarayı, «цветочный сад») — здание, расположенное в столице Азербайджана, в городе Баку, на склоне горы, на вершине которого расположена Аллея шахидов.

## История
Дворец «Гюлистан» построен в 1980 году по инициативе заместителя председателя Совета Министров Азербайджанской ССР по строительству Алиша Лемберанского.
Архитекторами дворца являются Н. М. Гаджибеков и А. Ю. Амирханов, конструкторами — Н. И. Исмаилов и К. А. Керимов. Проект здания разработан в институте Бакгипрогор. В 1982 году авторский коллектив дворца (архитекторы Н. М. Гаджибеков и А. Ю. Амирханов, конструкторы Н. И. Исмаилов и К. А. Керимов, инженеры Ф. И. Рустамбеков и Т. Я. Щаринский, строители Т. Ш. Ахмедов и А. И. Кеворков) удостоен Государственной премии Азербайджанской ССР.
Дворец рассчитан на проведение массовых мероприятий общегородского и республиканского масштаба (концертов, приёмов, новогодних вечеров и прочее). Проводятся встречи официальных иностранных делегаций.
20 сентября 1994 года во дворце «Гюлистан» между Азербайджанской Республикой и международным консорциумом нефтяных компаний подписан нефтяной контракт, известный как «Контракт века».
Во дворце «Гюлистан» проводились 135-летний юбилей азербайджанской прессы (2010), Международный гуманитарный форум (2011), 20-я годовщина государственной независимости Азербайджанской Республики (2011).
В 2021 году дворец был реконструирован.

## Здание
Здание дворца «Гюлистан» расположено в нагорной части Баку, откуда можно наблюдать панораму столицы и вид на Бакинскую бухту. В данном месте рельеф резко падает с запада на восток, что было учтено авторами проекта при проектировании. Архитектуровед Рена Эфендизаде называет объемное решение архитекторов для постройки дворца на таком сложном рельефе верным. По словам Эфендизаде, дворец «распластался вдоль кромок рельефа, не нарушая его структуры».
Авторы проекта применили в архитектуре дворца традиционный для азербайджанского национального зодчества мотив: обрамленную аркадой веранду (айван). По словам авторов книги «Лучшие произведения советских зодчих 1981—1982 гг.» данная веранда, «консольно нависая над стенами первого этажа, создает впечатление лёгкости, изысканной игры света и тени».
Дворец «Гюлистан» имеет два этажа и цокольный этаж. На первом этаже расположены импровизированная сценическая площадка, кинозал на 100 мест, магазины сувениров и национальных изделий.
На второй этаж, где имеется зал на 960 мест с двумя фойе, ведут две широкие парадные лестницы. Сцена большого зала связана пандусом с артистическими помещениями, которые находятся на антресольных этажах.
Объём дворца составляет 79 424 м³, полезная площадь — 8 525 м².